# Luciano Maiani
Luciano Maiani (* 16. července 1941) je fyzik s občanstvím státu San Marino, známý pro svou předpověď kvarku c společně s Sheldonem Lee Glashowem a Johnem Iliopoulosem (GIM mechanismus). 

## Kariéra
V roce 1964 Maiani získal titul v oboru fyzika a stal se pracovníkem Istituto Superiore di Sanità v Římě.  V průběhu roku 1964 také spolupracoval s teoretickou skupinou Raoula Gatta ve Florencii. V roce 1969 v rámci stipendia dělal postdoktoranda na Harvardově univerzitě a Lymanově fyzikální laboratoři. V roce 1976 se stal profesorem na Univerzitě La Sapienza v Římě. Působil ovšem jako hostující profesor i na École normale supérieure v roce 1977 a v letech 1979-1980 a 1985-1986 pracoval též v Evropské organizaci pro jaderný výzkum. V letech 1984 až 1991 působil jako člen komise pro vědní politiku při Evropské organizaci pro jaderný výzkum. Roku 1993 se stal prezidentem Istituto Nazionale di Fisica Nucleare. Od roku 1993 do roku 1996 působil jako delegát v radě Evropské organizace pro jaderný výzkum, v roce 1997 se stal předsedou rady a v roce 1999 se stal generálním ředitelem Evropské organizace pro jaderný výzkum, kterým byl až do roku 2003.  V roce 2007 byl navrhován jako prezident italské Národní rady pro výzkum, ale návrh byl zamítnut poté co protestoval proti pozvání papeže Benedikta XVI. na Univerzitu La Sapienza v roce 2008.  Nicméně v roce 2008 se nakonec prezidentem Národní rady stal.
Maiani je autorem více než stovky vědeckých článků v teorii elementárních částic. V roce 1970 společně s Sheldonem Glashowem a Johnem Iliopoulosem předpověděl existenci kvarku c, který byl v roce 1974 objeven ve Stanfordu na lineárním urychlovači částic a v Brookhaven National Laboratory a jehož objevitelé Burton Richter a Samuel Ting získali Nobelovu cenu za fyziku. V roce 1974 společně s Guido Altarellim vysvětlil pozorované zvýšení oktetů ve slabých neleptonových rozpadech, které bylo způsobeno výměnným efektem gluonů v kvantové chromodynamice. Později rozšířil tento efekt na popis slabých neleptonových rozpadů kvarku c a kvarku b. V roce 1976 Maiani analyzoval narušení CP symetrie v teorii se šesti kvarky a předpověděl velmi malý elektrický dipólový moment neutronu. Je příznivcem supersymetrie a pátrání po ní označil za hlavní cíl částicové fyziky. Podílí se na projektech velkého hadronového urychlovače (LHC) nebo interferometr VIRGO.